# Егорлык
Егорлы́к (Большо́й Егорлы́к) — река в Предкавказье. Протекает в Ставропольском крае, Калмыкии и Ростовской области, впадает в Пролетарское водохранилище. Длина — 448 километров, площадь водосборного бассейна — 15 300 км². Название происходит от тюркского agri «кривой», -lyk аффикс, в русском языке изменилось под влиянием имени Егор.
По данным государственного водного реестра России Большой Егорлык относится к Донскому бассейновому округу, водохозяйственный участок реки — Егорлык от истока до Сенгилеевского гидроузла, речной подбассейн реки — бассейн притоков Дона ниже впадения Северского Донца. Речной бассейн реки — Дон (российская часть бассейна).

## Общая физико-географическая характеристика

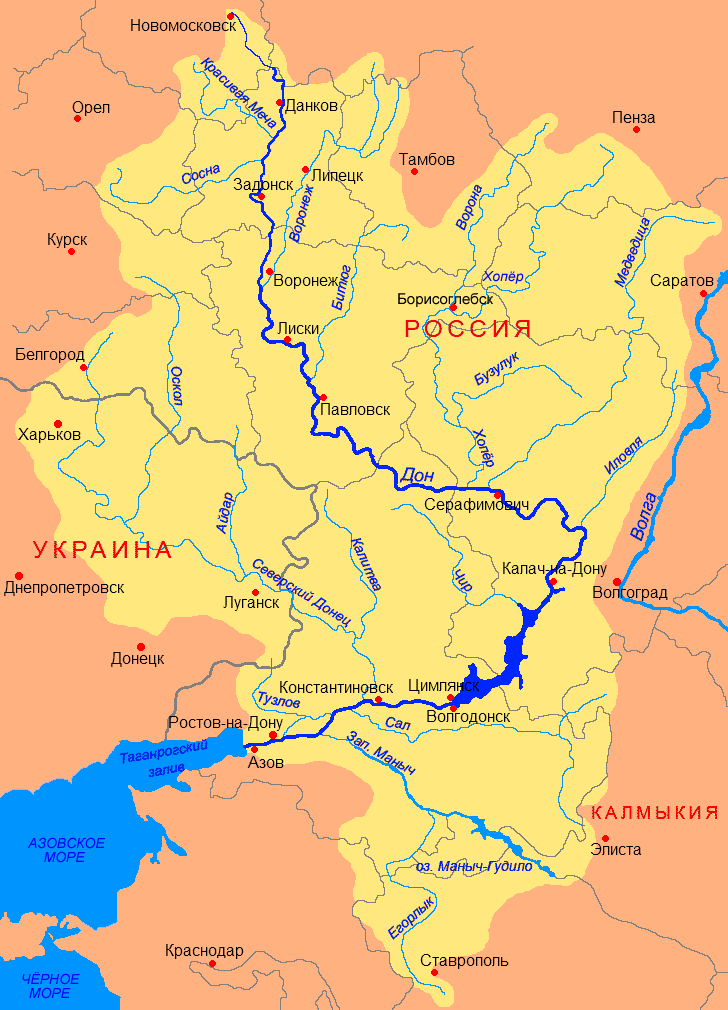
Бассейн Дона

Егорлык — типично степная река с небольшим уклоном и медленным течением, текущая в направлении с юга на север. Истоки реки находятся на северо-восточном склоне горы Стрижамент, на высоте 831 метр, в 2-х километрах от станицы Новоекатериновская. Впадает Егорлык в Пролетарское водохранилище недалеко от села Новый Маныч, высота устья — 13 метров.
Для значительной части реки характерны боковая и глубинная эрозия. На отдельных участках глубинная эрозия достигала 2,5—3,0 м. Боковая эрозия колеблется от 10 до 80 метров, наиболее интенсивной эрозии подвержены вогнутые берега в крупных излучинах. Ниже села Красногвардейское отмечено постепенное увеличение количества наносов, которые скапливаются преимущественно на отдельных небольших участках, образуя отмели, осерёдки и косы.
На реке созданы Сенгилеевское, Егорлыкское и Новотроицкое водохранилища, действуют три гидроэлектростанции — Егорлыкская ГЭС, Егорлыкская ГЭС-2 и Новотроицкая ГЭС.

### Бассейн
Площадь водосборного бассейна составляет 15 300 км². Основные притоки: Ташла (п), Большая Кугульта (п), Малый Гок (п), Калалы (л), Большой Гок (п), Рассыпная (л), Башанта (п).

### Гидрология
Питание реки происходит преимущественно за счёт весенних талых вод и, в меньшей степени, за счёт грунтовых вод и летних ливней.
По гидрологическому режиму выделяют два участка реки:
- верхний. Расположен в пределах Ставропольской возвышенности, имеет естественный постоянный сток за счёт обильного выхода грунтовых вод. Летом на данном участке сток реки уменьшается. В конце участка русло перекрывается глухой плотиной, полностью изолирующей верхнюю часть от нижней. Плотина расположена в 6 километрах от станицы Сенгилеевской. Водохранилища перед плотиной нет, воды реки направляются в русло реки Соломатин Яр, длиной 7 км, и далее в Сенгилеевское водохранилище.
- нижний, на котором построены водохранилища: Егорлыкское (у станицы Сенгилеевской), Новотроицкое (у посёлка Солнечнодольск)[источник не указан 3676 дней].

Среднегодовой расход воды (в устье) составляет 4,95 м³/с, в створе Новотроицкого гидроузла 0,16 м³/с.
Сток Егорлыка и некоторых его притоков зарегулирован водохранилищами и многочисленными прудами; имеются многочисленные обводнительно-оросительные системы.
| Обводнительно-оросительная система | Объем водозабора, млн м. куб. | Фактический физический износ системы на 2021 г., % |
| Право-Егорлыкская                  | 569                           | 95                                                 |
| Невинномысская                     | 658                           | 66                                                 |
| Егорлыкская                        | 70,9                          | 100                                                |
| Междуречье Кубань-Егорлыкская      | 12,3                          | 70                                                 |

Река делится на два участка, разделенных глухой земляной плотиной. Верхний участок характеризуется естественным стоком. Вода реки от плотины направлена в русло реки Соломатин Яр и поступает в Сенгилеевское водохранилище. Из водохранилища производится сброс воды в Егорлык.
| Средний расход воды (м³/с) реки Егорлык по месяцам (замеры производились на гидрологическом посту в створе Новотроицкого гидроузла) |

Годовой сток реки характеризуется ранним, обычно высоким, весенним половодьем и низкой летне-осенней и зимней меженью. Переброска кубанской воды, поступающей по Невинномысскому каналу, в бассейн реки Егорлык привела к тому, что река из мелководной, пересыхающей каждый год на 3-4 месяца превратилась в многоводный поток с изменившимся водным режимом и активным переформированием русла.

### Гидрохимия
Вода реки Большой Егорлык до пуска кубанской воды имела высокую среднегодовую минерализацию: в многоводные годы — 2,5 г/л, в маловодные — 7,8 г/л, иногда поднималась до 10-15 г/л. Её относили к сульфатно-натриевой, а в отдельные годы к хлоридно-натриевой третьего типа. После пуска слабоминерализованной карбонатно-кальциевой воды реки Кубань уже в 1952 году минерализация в устье Большого Егорлыка снизилась до 0,32 г/л, а по составу вода стала сульфатно-натриево-кальциевой. Её состав менялся от карбонатно-кальциевой до сульфатно-натриевой, что связано с неравномерным поступлением кубанской воды.

## Фауна
Фауна реки, кроме аборигенных видов, включает акклиматизантов: канального сомика (Ictalurus punctatus), появившегося в результате завоза личинок в 1970-е годы из США, и кубанского длинноусого пескаря (Romanogobio pentatrichus), самостоятельно проникшего в реку через Невинномысский канал.